# Українська Народна Поміч
Українська Народна Поміч (УНП; до 1926— Народна Поміч), четвертий за числом чл. укр. братський убезпеченевий союз у США (з 1950 також у Канаді), заснований у липні 1913 з осідком у м. Пітсбурзі. Близько 10000 членів УНП, організовані в близько 200 автономних відділах, кожні 4 роки обирають свою Головну управу (тобто керівний орган організації). До другої світової війни УНП об'єднувала здебільше православних українців, а її орган «Народне Слово» (з 1914 місячник, з 1921— тижневик, останнім часом— двотижневик, з 1959 перейменований на «Українське Народне Слово») був речником української православної церкви. УНП підтримувала зв'язки з громадськими організаціями в Західній Україні й допомагала їм матеріально. По війні стала співзасновником і активним членом УККА і ЗУАДК і підтримує ін. укр. організації, зокрема шкільництво і молодь; з 1959 особливо тісно співпрацює з організаціями Укр. Визвольного Фронту.
Крім свого органу «Укр. Народне Слово» (з 1974 ред. В. Мазур при співпраці Л. Полтави), УНП видає календарі-альманахи, кн., п'єси, співаники тощо; серед інших альманах «Золотий Гомін» (1960), «Історія УНП в Америці і Канаді» Л. Полтави (1977) та ін.
Гол. УНП: Д. Порада (1915— 23), В. Сорочак (1923— 34), М. Марків (1934— 42), В. Шабатура (1942— 62), В. Мазур (з 1966) й ін. 1981 осідок УНП перенесено до Чикаго.